# Sarcophanops steerii
Sarcophanops steerii là một loài chim trong họ Eurylaimidae.